# براد شو
براد شو (بالإنجليزية: Brad Shaw)‏ هو لاعب هوكي الجليد أمريكي، ولد في 28 أبريل 1964 في كامبريدج في كندا.

## وصلات خارجية
- براد شو على موقع دوري الهوكي الوطني (الإنجليزية)
- براد شو على موقع قاعة مشاهير الهوكي (لاعب أن.إتش.أل) (الإنجليزية)
- براد شو على موقع EliteProspects.com (الإنجليزية)
- براد شو على موقع HockeyDB.com (الإنجليزية)
- براد شو على موقع Hockey-Reference.com (الإنجليزية)